# Derek Ringer
Derek Ringer (ur. 11 października 1956 roku) – były brytyjski pilot rajdowy. 
Najbardziej znany jako partner Colina McRae w latach 1987-2003. Duet ten zdobył w 1995 roku Rajdowe Mistrzostwo Świata. Ponadto z Colinem wygrał dwa razy Rajdowe Mistrzostwo Wielkiej Brytanii. Po zakończeniu współpracy z McRae, Derek pilotował następnie brytyjczyka Martina Rowe z którym po raz trzeci sięgnął po Rajdowe Mistrzostwo Wielkiej Brytanii, japończyka Katsuhiko Taguchi oraz dwóch amerykanów Travisa Pastrane i Dave'a Mirre. Obecnie mieszka z żoną i synem w Katalonii.